# 詩博加槍魷魚
詩博加槍魷魚（学名：Uroteuthis (Photololigo），又名尖仔，为槍魷科尾槍魷屬(發光槍魷亞屬)下的一个种。

## 扩展阅读
- 維基物種上的相關：詩博加槍魷魚